# Radio Kootwijk (zender)
Radio Kootwijk is een voormalig zenderpark op de Veluwe, ten westen van de plaats Apeldoorn, dat in de eerste helft van de 20ste eeuw een belangrijke communicatieverbinding vormde tussen Nederland en zijn toenmalige koloniën, met name Nederlands-Indië. Het werd gebouwd vanaf 1918. Ook werden er voor werknemers woningen gebouwd, die samen het gelijknamige dorp gingen vormen.

## Bouw zenderpark
In 1917 stonden er al tijdelijke zend- en ontvangststations voor draadloze telegrafie op de lange golf op de hoogvlakte Malabar nabij Bandoeng op het Nederlands-Indische eiland Java, voor contact met het moederland. Er moest ook nog een tegenhanger in Nederland worden gebouwd. Na bestudering van verschillende locaties viel de keuze op een stuk Veluwe, een dunbevolkte landstreek. In de beginjaren werd de zender nog "Radio Hoog Buurlo" genoemd, naar het meest nabijgelegen gehucht. Ook werd zowel voor het dorp bij de zender als voor de zender zelf de naam "Radio Assel" gebruikt, eveneens naar een dichtbijgelegen plaats.

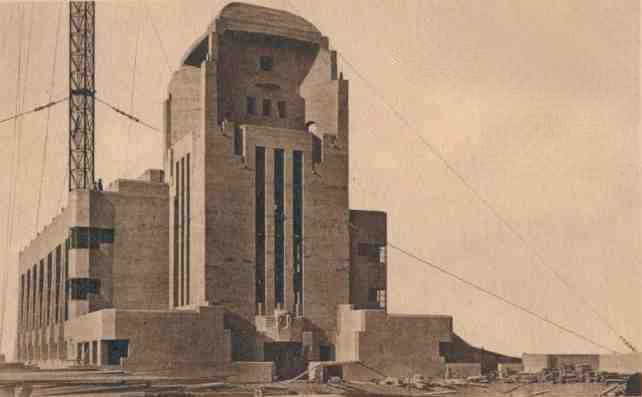
Bouw van Gebouw A in 1922

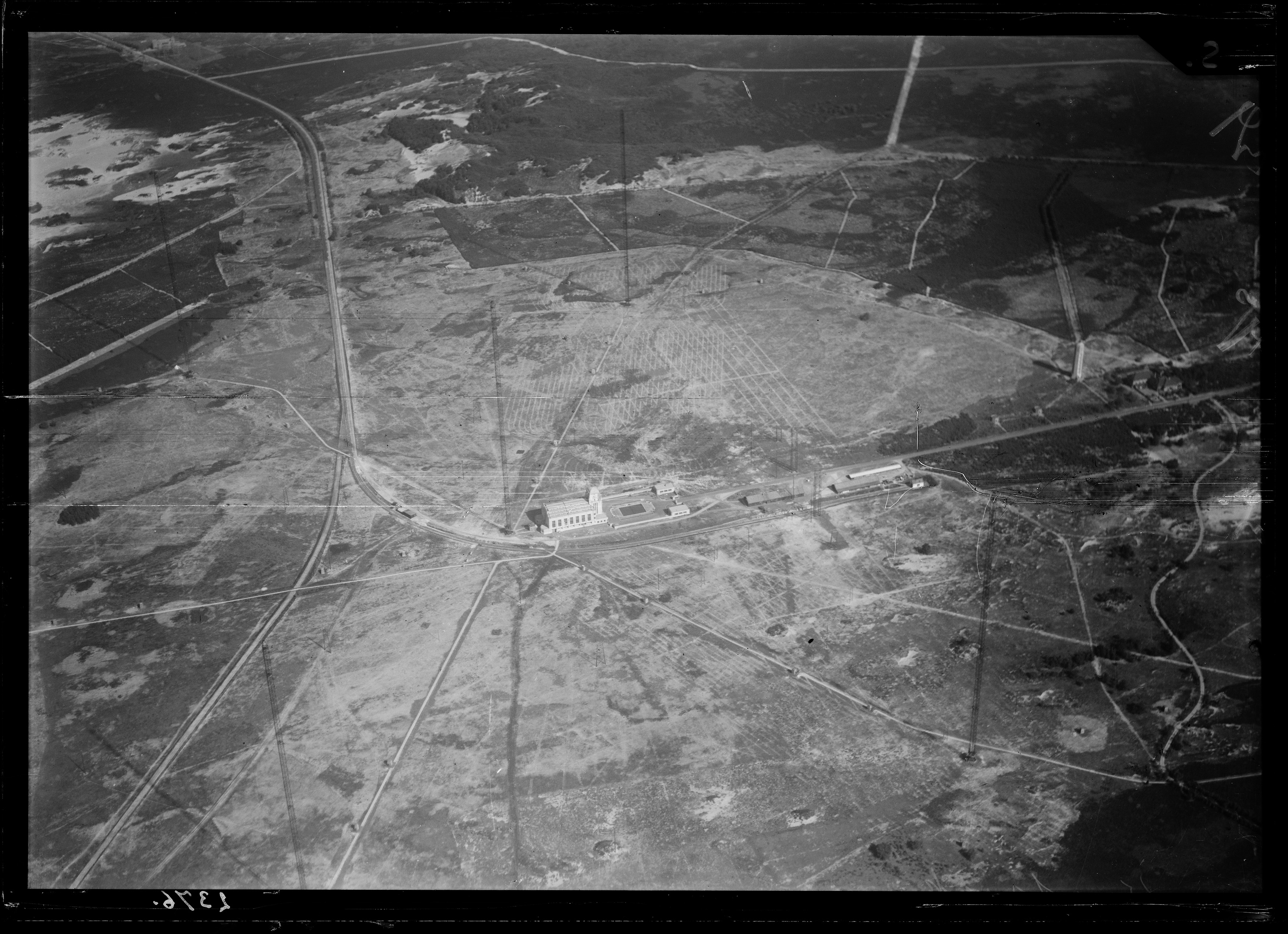
Luchtfoto van het zenderpark, gemaakt tussen 1920 en 1940

Het stuk bos en heide van in totaal 450 hectare groot, aangekocht van Staatsbosbeheer, was in 1917 nog geheel ongeëxploiteerd. Er liep nog geen directe wegverbinding, wat de exploitanten er eind 1918 toe bewoog een smalspoor aan te laten leggen naar halte Assel aan de Oosterspoorweg, waardoor voor de aanvoer van bouwmateriaal verbinding was met de rest van Nederland. Het terrein werd geëgaliseerd, wat inhield dat alle begroeiing werd verwijderd om zo een ongestoorde 'zendcirkel' te kunnen hebben. Toen het goederenvervoer intensiever werd, werd ook een (normaal) spoor aangelegd naar station Kootwijk, eveneens aan de Oosterspoorweg. Dit spoor bleef tot 1947 bestaan. Tegenwoordig is een deel van het tracé van deze spoorlijn geasfalteerd: het vormt het westelijke deel van de Radioweg.
Er werd een grote antenne gebouwd, bestaande uit onderling verbonden koperen kabels die aan zes 212 meter hoge masten hingen. Voor de aarding werden er koperen kabels onder de grond gelegd. In het hart van dit systeem werd een radiostation gebouwd. Dit werd ondergebracht in een gebouw van gewapend beton, ontworpen door de architect van de Amsterdamse school Julius Luthmann. De architect heeft zich voor het ontwerp van het hoofdgebouw, Gebouw A, laten inspireren door het zendstation van Telefunken in het Duitse Nauen en dankzij zijn belangstelling in de Egyptische mythologie ook door een sfinx. De vorm van dit mythische wezen is er, met name vanuit de lucht, in te herkennen. De bekendste bijnaam van het gebouw is 'de Kathedraal'.

## Gebruik zender
In 1923 begon het Staatsbedrijf der Posterijen en Telegrafie (P&T), voorloper van de P.T.T., met draadloze transoceanische telegrafie via de lange golf. De machinezender van het Duitse bedrijf Telefunken werd "Lange Gerrit" genoemd. Deze naam was afgeleid van de laatste letter van de internationale roepcode van de zender (PCG) en de extreem lange golflengte die werd gehanteerd (17,85 kilometer). Lang heeft het zenden op de lange golf niet geduurd: zo'n twee jaar. Op 28 februari 1928 was een radiotelefonische verbinding tot stand gebracht, waarbij men gebruikmaakte van de korte golf. Hiervoor werden drie gebouwtjes opgericht voor de veel kleinere kortegolfzenders, op de Hoog Buurlose heide, ongeveer 1½ km ten zuidoosten van de oude zender. Op 7 januari 1929 werd op het hoofdkantoor van de toenmalige P&T in Den Haag de radiotelefoondienst officieel geopend voor het publiek door koningin-moeder Emma. Na deze gebeurtenis werden de woorden "Hallo Bandoeng, hier Den Haag" legendarisch.
Vanaf dat moment kon het Nederlandse publiek met Nederlands-Indië bellen. Men moest daarvoor naar een zogeheten Indië-cel in een telegraafkantoor in een van de vier grootste steden van Nederland komen en kon dan voor 11 gulden per minuut, met een minimum van drie minuten, een gesprek voeren. Dat was in die tijd geen gering bedrag. In september 1935 werd een 'versterkte' omroepzender in gebruik genomen voor landelijk gebruik, met een golflengte van 1875 meter en een vermogen van 120 kilowatt.

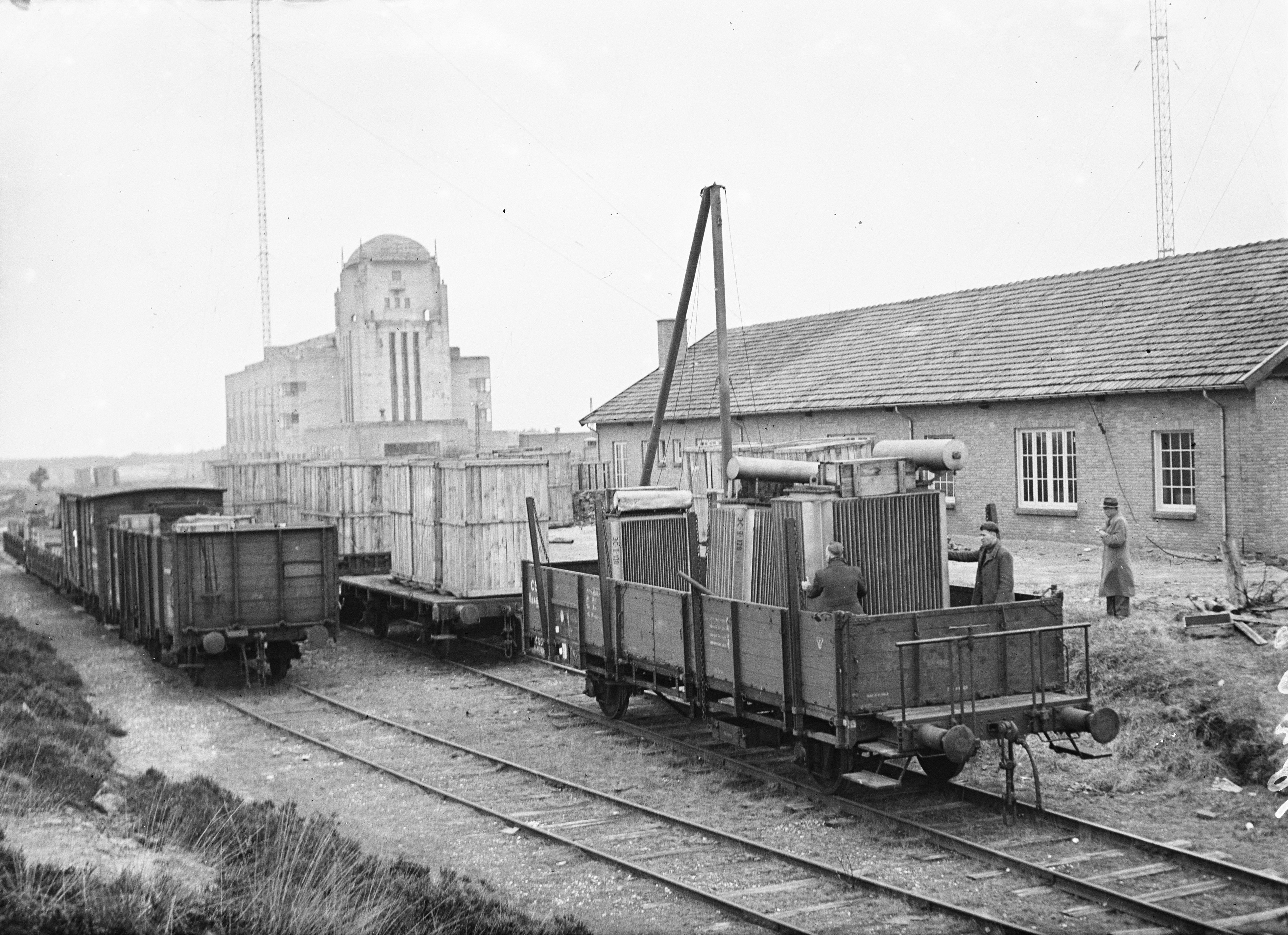
De zender arriveert in april 1947 per trein om teruggeplaatst te worden

In de Tweede Wereldoorlog werd de langegolf-machinezender door de Duitse bezetter gebruikt voor eenrichtingsverkeer met de onderzeeboten van de Kriegsmarine in de Atlantische Oceaan. Ook plaatste de Wehrmacht luchtafweergeschut op de gebouwen en breidde ze P.T.T.-gebouwen uit, onder andere met schuilkelders. Op 6 en 7 april 1945, toen Canadese bevrijdingstroepen in aantocht waren, werden de zendmasten opgeblazen. Ook hadden de Duitsers alle zendapparatuur vernield, voor zover die er nog stond (delen van de installaties waren meegenomen naar Duitsland). Ze probeerden tevens Gebouw A in één klap te vernielen, door er een mast overheen te laten vallen. Het gebouw van gewapend beton liep echter geen schade op.
Na de bevrijding moest de PTT met nieuwe apparatuur en masten beginnen. Echter, in de Sovjet-bezettingszone in Duitsland werd de gehele geroofde zenderinstallatie teruggevonden. Veertien wagons brachten in april 1947 het materieel terug op het zendstation.
Door de ontwikkeling van nieuwe telecommunicatietechnieken zoals satellietverbindingen verloor Radio Kootwijk in de loop van de 20e eeuw zijn positie als belangrijk radioverbindingspunt. Op 14 oktober 1966 werd de noordelijke van de twee overgebleven zendmasten met explosieven neergehaald.

## Radio-astronomisch onderzoek
In de jaren 50 van de twintigste eeuw werd door de P.T.T. de organisatie Ionosfeer-onderzoek en Radio-Astronomie (IRA) opgericht. Deze had als doel onderzoek te doen naar straling die vanuit het heelal en met name vanaf de zon, in de ionosfeer, hoog in de dampkring, terechtkomt. De communicatie via de korte golf kan plaatsvinden over grote afstanden doordat de ionosfeer het radiosignaal reflecteert. Een bepaalde klasse van zonnevlammen die vrijkomen bij uitbarstingen op de zon, heeft een zodanige invloed op de aarde dat radioverkeer wordt verstoord. Daarom wilde de P.T.T. dergelijke storingen zo snel mogelijk kunnen opsporen, om 'bedreigde' radio-uitzendingen snel om te leiden dan wel naar een andere golflengte om te schakelen. Hiertoe werd enkele honderden meters ten zuidoosten van het dorp een zogeheten Würzburg Riese, een door de verdreven Duitsers in de Noordzeeduinen achtergelaten draaibare schotelantenne opgesteld.
Op korte afstand daarvan werd een kuil gegraven waarin een eveneens parabolische antenne (maar dan vast gepositioneerd) werd aangebracht. Deze antenne diende voor onderzoek naar het Melkwegstelsel en werd door de Nederlandse Organisatie voor Zuiver-Wetenschappelijk Onderzoek (ZWO) gehuurd van de IRA. Onder meer de befaamde sterrenkundige Jan Hendrik Oort heeft belangrijk onderzoek gedaan met behulp van deze installatie. In 1955 kwam een eind aan het onderzoek op deze locatie. De antenne bevindt zich nu in Museum Deelen.

## Na het zenden
In maart 1980 werd de laatste en grootste zendmast (212 m hoog) neergehaald. In 1999 verloor het park elke zendfunctie. In 2001 werd alle zenderapparatuur uit de gebouwen gehaald, waarna het terrein in 2004 door de Dienst Landelijk Gebied (DLG) in opdracht van de Nederlandse Staat werd aangekocht van KPN (de opvolger van de PTT). Ongeveer 400 van de aangekochte 450 hectare werd direct overgedragen aan Staatsbosbeheer, de eigenaar van het terrein vóór 1918. Vijftig hectare met daarop ongeveer 15 heel diverse gebouwen bleef in eigendom van DLG. Deze ging op zoek naar een nieuwe eigenaar/exploitant voor de gebouwen.

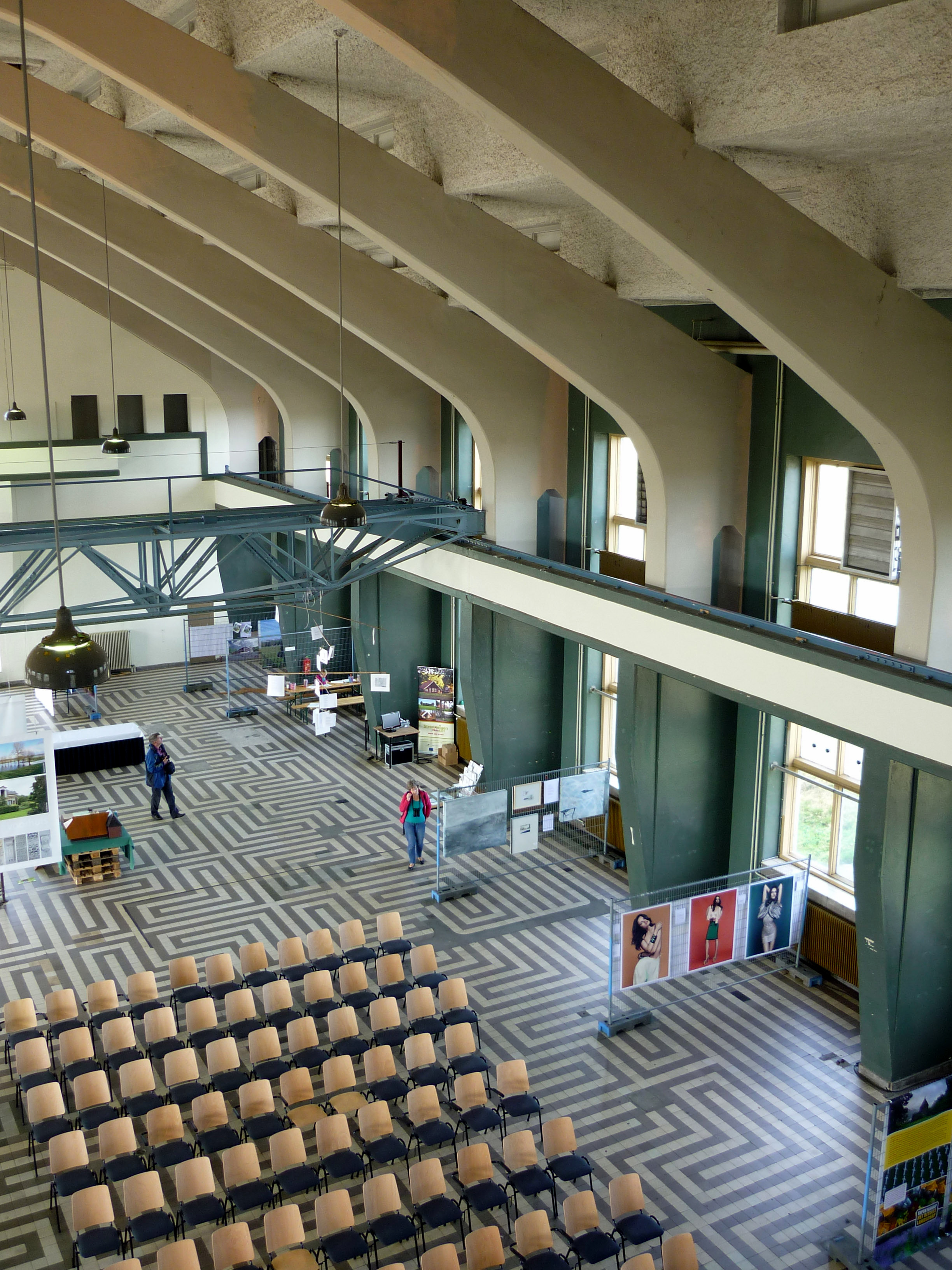
De grote hal van Gebouw A is nu in gebruik voor onder meer exposities en voorstellingen.

Eind 2005 werd het vier kilometer lange hekwerk rond het terrein van het voormalig zenderpark verwijderd, waardoor wandelaars, fietsers en wild na 80 jaar weer vrij toegang hadden tot dit stuk Veluwe van in totaal 450 hectare grootte.
Na de opening van het terrein vonden verschillende incidenten plaats. In maart 2006 werd Gebouw H, ofwel Hotel Radio Kootwijk, door brand zwaar beschadigd. Eind april van dat jaar gebeurde hetzelfde met Gebouw F, het voormalige directiegebouw. In beide gevallen was sprake van brandstichting.
Begin november 2008 wees de zogeheten Bestuurlijke Begeleidingscommissie Radio Kootwijk (BBC), Staatsbosbeheer aan als de partij die beheerder en eigenaar van het complex zou moeten worden. De Apeldoornse gemeenteraad en de dorpsraad van Radio Kootwijk schaarden zich achter dit plan, alsmede Staatsbosbeheer (SBB) zelf. Op 10 december 2009 nam Staatsbosbeheer het zendcomplex voor 1 euro over van de Dienst Landelijk gebied, waardoor het terrein na een eeuw terug was bij de oorspronkelijke eigenaar. Het koopcontract werd in een feestelijke ceremonie in Gebouw A getekend.
Op 18 februari 2010 besloot de gemeenteraad van Apeldoorn dat zendstation en dorp Radio Kootwijk een door de rijksoverheid beschermd dorpsgezicht zouden worden.

### Cultuur
Het hoofdgebouw van het voormalig zenderpark, Gebouw A, is een rijksmonument.
Het gebouw in art-deco-stijl door architect Julius Luthmann ontworpen, met sculpturen van beeldhouwer Hendrik van den Eijnde, is een mengvorm van de Berlijnse en de Amsterdamse School.
Het diende als decor voor de Amerikaanse film Mindhunters (uitgebracht 2004), de Nederlandse film Ver van familie (opnames in 2007) en de 42e editie van Kinderen voor Kinderen. Ook figureerde het als snoepfabriek in de jeugdfilm Mega Mindy en de Snoepbaron. Daarnaast werden er diverse videoclips opgenomen, waaronder Sorry van Kensington, Kijk omhoog van Nick & Simon en Onderweg naar later van Suzan & Freek. Het gebouw dient vooral als locatie voor evenementen. In 2023 (2023-heden) verscheen het gebouw ook als decor in de Belgische televisie serie Arcadia.
Eerder had de Nederlandse zanger Willy Derby een hit met het nummer "Hallo Bandoeng". Deze titel is een verwijzing naar de bovengenoemde woorden waarmee koningin Emma de radiotelefoondienst met Nederlands-Indië opende.

## Gebouwen op het voormalige zenderpark

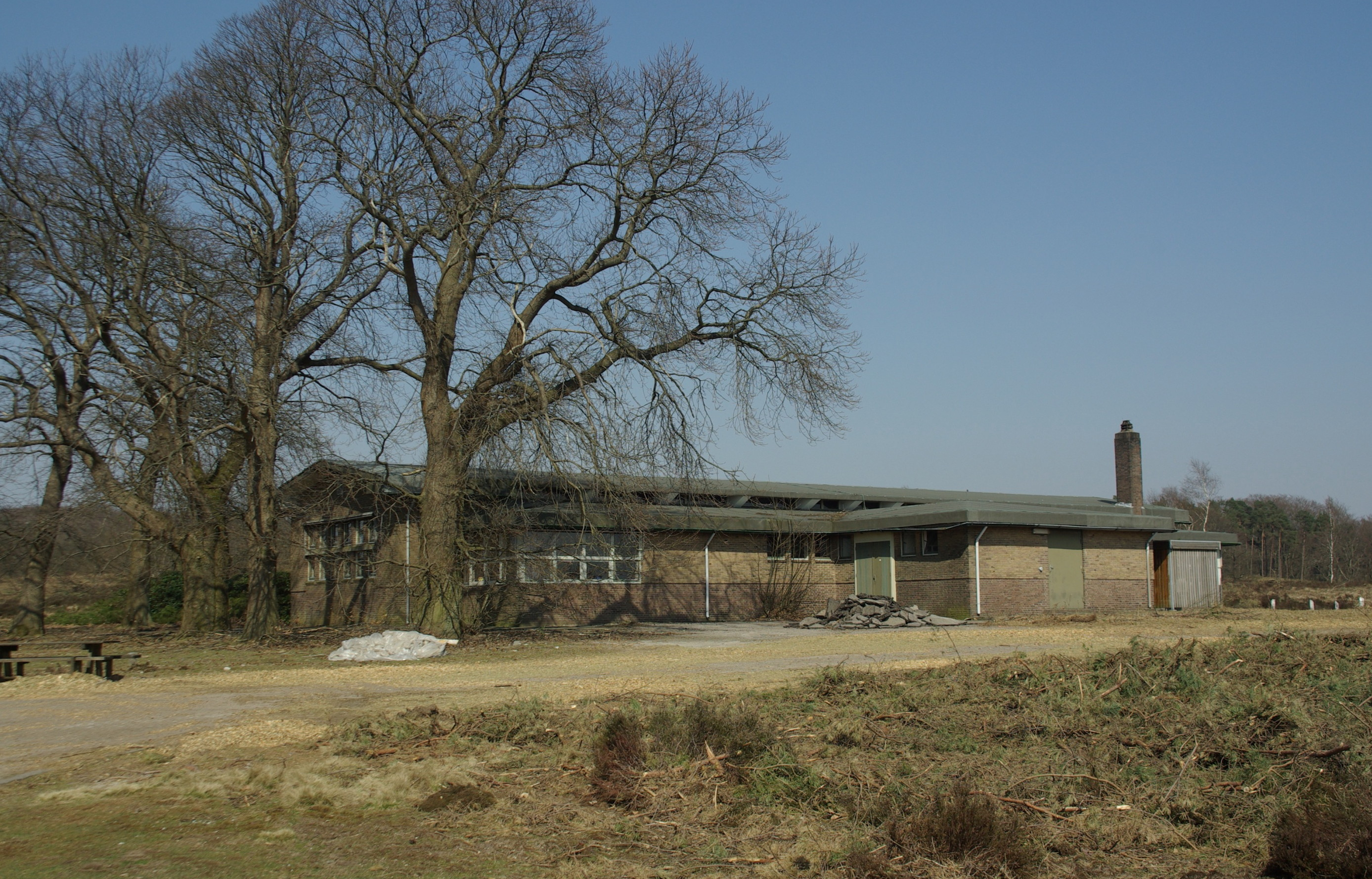
Kortegolfzendergebouw

Het zenderpark bestond uit de volgende gebouwen:
- Zendgebouw (Gebouw A + annexen)
- Kortegolfzendergebouwen (Gebouw C, D en E)
- Gebouw H: tehuis voor ongehuwde ambtenaren; voormalig hotel (afgebrand in 2006)
- Gebouw F, directiegebouw (afgebrand in 2006, gesloopt in 2015)
- Watertoren aan de Radioweg
- Twee pomphuisjes bij Radioweg 3-9
- Gebouw P, Utrechtse loods
- Gebouw G, constructiehal voor zendapparatuur
- Autogarage C
- Portiersloge
- 50 kV-station